# Apristurus ovicorrugatus
Apristurus ovicorrugatus — вид акул з родини котячих акул.

## Відкриття
Вид описаний у 2023 році з музейного зразка вагітної самиця, яка виловлена у 1992 році на північний захід від архіпелагу Дампір (Західна Австралія) на глибині 410 - 550 м. Після вилучення яйця з тіла акули, стало очевидним, що кладки цього виду виявляли з 1980-х років.

## Опис
Акула завдовжки до 46,7 см. Голова помірно довга і відносно вузька, довжина голови 23,8% LT, міжочний простір 6,4% LT; морда помірно подовжена, передротова довжина 10,0% LT. Акула вирізняється яскравими білими очима.
Яєчна капсула 5-6 см, оболонка капсули гофрована. Яйце має вусики, якими чіпляється до коралів.